# ژان-ژاک دوردن
ژان ژاک دوردن (زاده ۱۴ آوریل ۱۹۴۶) مدیرکل آژانس فضایی اروپا در بین سال‌های ۲۰۰۳ تا ۲۰۱۵ بود.